# Patyczniaki
Patyczniaki (Leotiomycetes O.E. Erikss. & Winka) – klasa workowców (Ascomycota), której typem nomenklatorycznym jest Leotia (patyczka).

## Charakterystyka
Grzyby z tej klasy charakteryzują się workami o zazwyczaj pojedynczej, cienkiej ścianie (podobnie jak np. u Sodariomycetes), z umiejscowioną na szczycie perforacją umożliwiającą wyrzucanie zarodników. Leotiomycetes jest klasą zawierającą rodzaje bardzo zróżnicowane zarówno pod względem morfologicznym, jak i siedlisk.

## Systematyka
Klasę Leotiomycetes utworzyli Ove Eriksson i Katarina Winka w artykule Supraordinal taxa of Ascomycota, opublikowanym w „Myconet” w 1997 r.:
Według aktualizowanej klasyfikacji Index Fungorum bazującej na Dictionary of the Fungi do klasy Leotiomycetes należą:
- podklasa Leotiomycetidae P.M. Kirk, P. Cannon, Minter & Stalpers 2008
  - rząd Chaetomellales Crous & Denman 2017
  - rząd Cyttariales Luttr. ex Gamundí 1971
  - rząd Helotiales Nannf. ex Korf & Lizoň 2000 – tocznikowce
  - rząd Leotiales Korf & Lizoň 2001 – patyczkowce
  - rząd Lichinodiales M. Prieto, M. Schultz, Olariaga & Wedin 2019
  - rząd Marthamycetales P.R. Johnst. & Baral 2019
  - rząd Medeolariales Korf 1982
  - rząd Micraspidales Quijada & Tanney 2019
  - rząd Phacidiales Bessey 1907
  - rząd Rhytismatales M.E. Barr ex Minter 1986 – łuszczeńcowce
  - rząd Thelebolales P.F. Cannon 2001
  - rząd Incertae sedis[2].